# Cornelius Harnett
Cornelius Harnett (* 20. April 1723 in Chowan County, Province of North Carolina; † 28. April 1781 in Wilmington, North Carolina) war ein amerikanischer Kaufmann, Farmer und Politiker. Ferner war er ein führender amerikanischer Revolutionär in der Cape Fear Region.

## Werdegang
Harnett, Sohn von Cornelius und Elizabeth Harnett, wurde 1723 in Chowan County, North Carolina geboren. Kurz nach seiner Geburt zog seine Familie nach Wilmington, North Carolina. In der nachfolgenden Zeit wurde er dort ein einflussreicher Kaufmann. Er war auch als Farmer und Mühlenbesitzer tätig. Später ernannte ihn Gouverneur Gabriel Johnston zum Friedensrichter für New Hanover County.
Harnett entschied sich 1750, eine politische Laufbahn einzuschlagen, als er zum Stadtkommissar von Wilmington gewählt wurde. Vier Jahre später wählte man ihn, um jene Stadt in der North Carolina General Assembly zu repräsentieren. Dann war er 1765 Vorsitzender der Söhne der Freiheit (engl. Sons of Liberty) und ein Führer der Widerstandsbewegung gegen das Stempelgesetz. Später war er von 1775 bis 1776 der erste Präsident des North Carolina Provincial Council oder Council of Safety, der eigentlichen Chief Executive des revolutionären Staates, allerdings mit eingeschränkter Machtbefugnis. Dies hatte wohl zur Folge, dass Sir Henry Clinton, ein britischer General während des Amerikanischen Unabhängigkeitskrieges, ihn 1776 bei Ausrufung der Generalamnestie ausschloss. Dann vertrat Harnett von 1777 bis 1779 als Delegierter seinen Heimatstaat im Kontinentalkongress, wo er die Konföderationsartikel unterzeichnete.
Im Januar 1781 wurde er bei der Besetzung von Wilmington von britischen Truppen gefangen genommen. Während seiner Gefangenschaft verschlechterte sich sein Gesundheitszustand so sehr, dass er auf Ehrenwort freigelassen wurde. Trotzdem verstarb er am 28. April 1781 und wurde auf dem St. James' Churchyard in Wilmington beigesetzt.